# Verbandsgemeinde Rhein-Selz

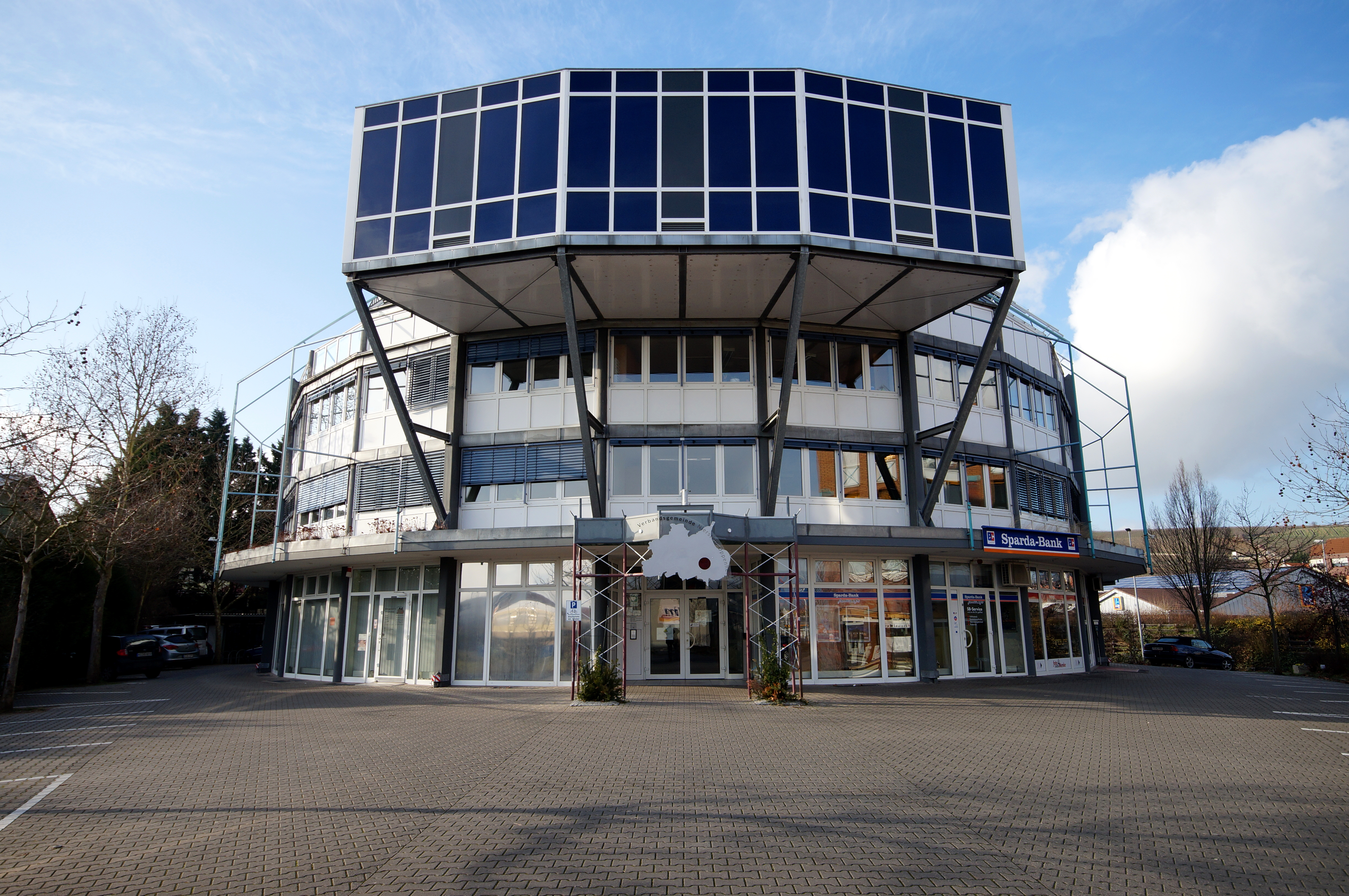
Sitz der Verbandsgemeindeverwaltung: das Oppenheimer Rondo

Die Verbandsgemeinde Rhein-Selz ist eine Gebietskörperschaft im Landkreis Mainz-Bingen in Rheinland-Pfalz. Der Verbandsgemeinde gehören die Städte Nierstein und Oppenheim sowie 18 weitere Ortsgemeinden an, der Verwaltungssitz ist in der Stadt Oppenheim, in Guntersblum ist eine Verwaltungsstelle eingerichtet worden. Mit 42.028 Einwohnern (31. Dezember 2023) ist die Verbandsgemeinde vor der Verbandsgemeinde Montabaur die einwohnerstärkste Verbandsgemeinde in Rheinland-Pfalz.
Die Verbandsgemeinde wurde am 1. Juli 2014 de facto aus der Zusammenlegung der Verbandsgemeinden Guntersblum und Nierstein-Oppenheim neu gebildet. De jure wurde die Verbandsgemeinde Guntersblum in die Verbandsgemeinde Nierstein-Oppenheim eingegliedert, woraus die neue Verbandsgemeinde Rhein-Selz entstanden ist.

## Geographie
Das Gebiet der Verbandsgemeinde liegt in Rheinhessen zwischen Mainz und Worms sowie zwischen den Flüssen Selz und Rhein. Mit der Ortsgemeinde Mommenheim reicht es im Norden bis an die Grenze zum Mainzer Stadtteil Ebersheim, im Süden grenzt es an die bereits im Landkreis Alzey-Worms liegenden Verbandsgemeinden Eich und Wonnegau.
Weitere benachbarte Verbandsgemeinden sind im Westen Wörrstadt und Alzey-Land (ebenfalls Landkreis Alzey-Worms) sowie im Nordwesten die Verbandsgemeinde Nieder-Olm und im Norden die Verbandsgemeinde Bodenheim (beide Landkreis Mainz-Bingen).

## Verbandsangehörige Gemeinden
| Ortsgemeinde, Stadt         | Fläche (km²) | Einwohner |
| --------------------------- | ------------ | --------- |
| Dalheim                     | 6,34         | 1.037     |
| Dexheim                     | 5,69         | 1.482     |
| Dienheim                    | 9,91         | 2.227     |
| Dolgesheim                  | 6,55         | 946       |
| Dorn-Dürkheim               | 5,60         | 969       |
| Eimsheim                    | 4,61         | 528       |
| Friesenheim                 | 3,47         | 737       |
| Guntersblum                 | 16,71        | 4.028     |
| Hahnheim                    | 6,39         | 1.671     |
| Hillesheim                  | 5,54         | 662       |
| Köngernheim                 | 3,63         | 1.295     |
| Ludwigshöhe                 | 2,99         | 544       |
| Mommenheim                  | 7,78         | 3.087     |
| Nierstein, Stadt            | 19,34        | 8.631     |
| Oppenheim, Stadt            | 7,09         | 7.535     |
| Selzen                      | 6,66         | 1.526     |
| Uelversheim                 | 7,49         | 1.062     |
| Undenheim                   | 9,97         | 3.039     |
| Weinolsheim                 | 5,92         | 737       |
| Wintersheim                 | 3,83         | 285       |
| Verbandsgemeinde Rhein-Selz | 145,51       | 42.028    |

(Einwohner am 31. Dezember 2023)

## Geschichte
Die Verbandsgemeinden Guntersblum und Nierstein-Oppenheim entstanden 1972 im Rahmen der ersten rheinland-pfälzischen Verwaltungsreform. Zuvor galten im damaligen Regierungsbezirk Rheinhessen im Wesentlichen die aus der hessischen Zeit (1816 bis 1946) stammenden Verwaltungsstrukturen.
Am 28. September 2010 wurde das „Erste Gesetz zur Kommunal- und Verwaltungsreform“ erlassen mit dem Ziel, Leistungsfähigkeit, Wettbewerbsfähigkeit und Verwaltungskraft der kommunalen Strukturen zu verbessern. Für Verbandsgemeinden wurde festgelegt, dass diese mindestens 12.000 Einwohner (Hauptwohnung am 30. Juni 2009) umfassen sollen. In der Verbandsgemeinde Guntersblum waren am Stichtag 9.458 Einwohner gemeldet. Die sogenannte „Freiwilligkeitsphase“ endete am 30. Juni 2012.
Im Januar 2011 erfolgte innerhalb der Verbandsgemeinde Guntersblum eine Bürgerbefragung, 87 % der Einwohner sprachen sich für den Erhalt der Verbandsgemeinde Guntersblum aus. Der Verbandsgemeinderat Guntersblum beschloss am 7. Mai 2012 die freiwillige Fusion der Verbandsgemeinde Guntersblum mit der Verbandsgemeinde Nierstein-Oppenheim. Aufgrund eines Bürgerbegehrens erfolgte am 4. November 2012 unter den Einwohnern der Verbandsgemeinde Guntersblum ein Bürgerentscheid mit dem Ziel, den Beschluss des Verbandsgemeinderats aufzuheben. Eine knappe Mehrheit von 50,2 % stimmte für die Aufhebung des Ratsbeschlusses.
Am 20. Dezember 2013 wurde per Landesgesetz verfügt, dass die Verbandsgemeinde Guntersblum am 1. Juli 2014 in die Verbandsgemeinde Nierstein-Oppenheim einzugliedern ist und die neue Verbandsgemeinde den Namen Rhein-Selz tragen wird.

## Bevölkerungsentwicklung
Die Entwicklung der Einwohnerzahl bezogen auf das heutige Gebiet der Verbandsgemeinde Rhein-Selz; die Werte von 1871 bis 1987 beruhen auf Volkszählungen:

Einwohnerentwicklung der Verbandsgemeinde Rhein-Selz von 1815 bis 2018 nach nebenstehender Tabelle

| Jahr | Einwohner |
| ---- | --------- |
| 1815 | 13.417    |
| 1835 | 21.542    |
| 1871 | 20.419    |
| 1905 | 23.538    |
| 1939 | 24.826    |
| 1950 | 30.035    |
| 1961 | 28.638    |

| Jahr | Einwohner |
| ---- | --------- |
| 1970 | 28.528    |
| 1987 | 29.543    |
| 1997 | 36.610    |
| 2005 | 39.340    |
| 2017 | 41.530    |
| 2018 | 41.568    |
| 2022 | 41.975    |

## Politik

### Verbandsgemeinderat
Der Verbandsgemeinderat Rhein-Selz besteht aus 44 ehrenamtlichen Ratsmitgliedern, die bei der Kommunalwahl am 9. Juni 2024 in einer personalisierten Verhältniswahl gewählt wurden, und dem hauptamtlichen Bürgermeister als Vorsitzendem.
Die Sitzverteilung im Verbandsgemeinderat:
| Wahl | SPD | CDU | Grüne | AfD | FDP | Linke | FWG a | BL b | AL c | ULG d | Gesamt   |
| ---- | --- | --- | ----- | --- | --- | ----- | ----- | ---- | ---- | ----- | -------- |
| 2024 | 9   | 11  | 6     | 5   | 2   | 1     | 6     | 2    | 2    | –     | 44 Sitze |
| 2019 | 10  | 11  | 9     | –   | 3   | 1     | 7     | 3    | –    | –     | 44 Sitze |
| 2014 | 17  | 14  | 5     | –   | 1   | –     | 4     | 2    | –    | 1     | 44 Sitze |

### Bürgermeister
Martin Groth (FWG) wurde am 1. Juli 2022 Bürgermeister der Verbandsgemeinde Rhein-Selz. Bei einer Stichwahl am 27. März 2022 hatte er sich mit einem Stimmenanteil von 62,3 % gegen Gabriele Wagner (CDU) durchgesetzt, nachdem bei der Direktwahl am 13. März 2022 keiner der ursprünglich vier Bewerber um die Nachfolge des bisherigen Bürgermeisters eine ausreichende Mehrheit erreicht hatte.
Groths Vorgänger Klaus Penzer (SPD) wurde am 25. Mai 2014 mit einem Stimmenanteil von 58,85 % direkt zum ersten Bürgermeister der neuen Verbandsgemeinde gewählt. Seine achtjährige Amtszeit begann am 1. Juli 2014. Der bisherige Bürgermeister der Verbandsgemeinde Guntersblum, Michael Stork (CDU), wurde am 1. Juli 2014 bis zum Ablauf seiner bei den Kommunalwahlen in Rheinland-Pfalz 2009 auf acht Jahre gewählten Amtszeit für drei Jahre bis 2017 zum hauptamtlichen Beigeordneten ernannt.